# Vahakivi
Vahakivi är en klippa i Finland.   Den ligger i den ekonomiska regionen Salo och landskapet Egentliga Finland, i den södra delen av landet, 100 km nordväst om huvudstaden Helsingfors. Vahakivi ligger 97 meter över havet.
Terrängen runt Vahakivi är platt. Runt Vahakivi är det glesbefolkat, med 13 invånare per kvadratkilometer. Närmaste större samhälle är Somero, 13,2 km öster om Vahakivi. I omgivningarna runt Vahakivi växer i huvudsak barrskog.